# Maria Racięcka
Maria Racięcka (ur. 18 listopada 1886 w Ciechanowie, zm. 4 lutego 1954 w Warszawie) – polska zoolog, trichopterolog, doktor habilitowany nauk biologicznych, zatrudniona na Uniwersytecie Stefana Batorego w Wilnie, a po II wojnie światowej i wysiedleniu z Wilna na Uniwersytecie w Toruniu.

## Życiorys
W 1906 ukończyła Szkołę Handlową w Pabianicach. Po zdaniu egzaminu nauczycielskiego (1907) pracowała w Warszawie jako prywatna nauczycielka. W 1919 podjęła studia biologiczne na Uniwersytecie Poznańskim u Jana Gabriela Grochmalickiego, w 1922 przeniosła się na Uniwersytet Stefana Batorego w Wilnie. Tam ostatni rok nauki (w 1923 uzyskała absolutorium) połączyła z pracą w Zakładzie Zoologii pod kierunkiem Jana Prüffera. Była kolejno zastępcą asystenta, asystentem, starszym asystentem i wreszcie adiunktem w tym zakładzie. Doktorat uzyskała na podstawie rozprawy O unerwieniu skrzydeł u Rhopalocera w 1929.
Okres okupacji spędziła w Warszawie. Po wojnie krótko pracowała w Państwowym Muzeum Zoologicznym; jesienią 1945 przeniosła się do Torunia, gdzie została adiunktem w Katedrze Zoologii kierowanej przez Jana Prüffera. W 1950 obroniła rozprawę habilitacyjną Z badań nad unerwieniem kończyn u larw Molanna angustata Curt. Była członkiem Towarzystwa Przyjaciół Nauk w Wilnie, Towarzystwa Naukowego w Toruniu, Polskiego Towarzystwa Entomologicznego oraz Komisji Fizjograficznej Polskiej Akademii Umiejętności.
Prowadziła badania na Wileńszczyźnie w okolicach Trok i Nowogródka. Jej prace dotyczyły głównie systematyki i rozmieszczenia chruścików Wileńszczyzny. Opisała m.in. nowy gatunek Allotrichia vilnensis oraz poczwarkę Neuronia phalaenoides.

## Publikacje
- Racięcka M. 1925. Poczwarka Neuronia phalaenoides L. Pr. T.P.N. w Wilnie, Tom II, Nr 7: 1–8.
- Racięcka M. 1931. Chróściki (Trichoptera) północno-wschodniej Polski ze szczególnym uwzględnieniem obszaru wileńsko-trockiego. Pr. T.P.N. w Wilnie, Tom VI, Nr 20: 1–34.
- Racięcka M. 1937. Nowy gatunek chróścika z rodziny Hydroptilidae. Eine neue Trichopterenart aus der Familie Hydroptilidae. Ann. Mus. zool. Pol., Tom XI, Nr. 29: 477–481.
- Racięcka M. 1937. Nowe oraz rzadsze gatunki chróścików Wileńszczyzny. Pr. T.P.N. w Wilnie, Tom XI, Nr 38: 1–6.